# Rescue Dawn
Rescue Dawn is een film uit 2006 met onder andere: Christian Bale en Steve Zahn. Het is geregisseerd en geschreven door
Werner Herzog, gebaseerd op de documentaire Little Dieter Needs to Fly uit 1997.

## Verhaal
De film is gebaseerd op de documentaire Little Dieter Needs to Fly uit 1997. De film vertelt het waargebeurde verhaal van de Amerikaanse piloot Dieter Dengler (Christian Bale), die tijdens de Vietnamoorlog boven Laos wordt neergehaald en in een gevangenenkamp terechtkomt. Hij onderneemt vervolgens met een groep medegevangenen een gewaagde ontsnappingspoging.

## Rolverdeling
| Acteur         | Personage      |
| -------------- | -------------- |
| Christian Bale | Dieter Dengler |
| Steve Zahn     | Duane          |
| Jeremy Davies  | Gene           |
| Zach Grenier   | Squad Leader   |
| Marshall Bell  | Admiral        |

## Nominaties en prijzen

### Nominaties
- Chlotrudis Award - Best Supporting Actor (Steve Zahn) - 2008
- Independent Spirit Award - Best Supporting Male (Steve Zahn) - 2008
- Satellite Award - Best Actor in a Motion Picture, Drama (Christian Bale) - 2007
- Satellite Award - Best Overall DVD - 2007

### Prijzen
- Special Award - Christian Bale (tevens voor I'm not there) - 2007